# Baldwinella vivanus
Baldwinella vivanus, thường được gọi là Red Barbier trong tiếng Anh, là một loài cá biển thuộc chi Baldwinella trong họ Cá mú. Loài này được mô tả lần đầu tiên vào năm 1885.

## Phân bố và môi trường sống
B. vivanus có phạm vi phân bố khá rộng rãi ở vùng biển Tây Đại Tây Dương. Chúng được tìm thấy từ bang Delaware dọc theo bờ biển phía đông Hoa Kỳ xuống khắp vịnh Mexico, ngoại trừ Cuba (đông nam vịnh Mexico). Ở biển Caribe, dọc theo Trung Mỹ và Nam Mỹ, từ Mexico đến tận cực nam Brazil. Loài này bơi thành đàn lớn, xuất hiện xung quanh các rạn san hô (nhất là của chi Oculina) và đá ngầm ở độ sâu khoảng từ 20 đến 610 m.

## Mô tả
B. vivanus trưởng thành có chiều dài cơ thể lớn nhất được ghi nhận tới khoảng 25 cm. Thân thuôn dài, hình bầu dục. Phần sau của hàm trên lộ ra khi chúng ngậm miệng; răng nanh ở phía trước miệng. Đầu nhọn, ngắn, mắt to. Thân trên và đầu màu đỏ hồng; phần thân còn lại màu hồng nhạt. Đầu có 2 sọc vàng trên má: một sọc từ sau mắt đến rìa mang và một sọc từ phía trước môi trên băng xuống vùng dưới mắt đến gốc vây ngực. Vây lưng màu hồng ở cá mái; màu hoa cà ở cá đực. Vây hậu môn màu vàng ở cá đực; màu nâu lục lốm đốm ở cá mái. Đuôi hồng, xẻ thùy nhọn, thùy màu vàng ở cá mái và màu tím nhạt ở cá đực. Vây bụng dài, màu hồng ở cá mái và màu đỏ đậm ở cá đực.
Số gai ở vây lưng: 10 (gai thứ 3 dài nhất); Số tia vây mềm ở vây lưng: 13 - 14; Số gai ở vây hậu môn: 3; Số tia vây mềm ở vây hậu môn: 8 - 9; Số tia vây mềm ở vây ngực: 16 - 21; Số vảy đường bên: 44 - 53; Số lược mang: 36 - 43.
Thức ăn của B. vivanus là các loài sinh vật phù du và động vật giáp xác. Loài này đôi khi được đánh bắt nhằm mục đích thương mại cá cảnh.